# Joseph DePietro
Joseph Nicholas DePietro, krátce Joe DePietro (10. června 1914 Paterson – 19. března 1999 Fair Lawn) byl americký vzpěrač bantamové váhy. Pocházel z rodiny italských přistěhovalců. Získal zlatou medaili na mistrovství světa ve vzpírání 1947 i na olympijských hrách 1948, kde vytvořil světový rekord ve trojboji 307,5 kg. Na MS 1949 skončil na třetím místě a v roce 1951 vyhrál Panamerické hry. Získal devět titulů mistra USA. Byl pravděpodobně nejmenším mužským olympijským vítězem v historii – měřil pouhých 140 cm a měl tak krátké paže, že při úspěšném pokusu se činka téměř dotýkala jeho hlavy.